# Mistelbach
Mistelbach (dříve Mistelbach an der Zaya, česky Mistelbach nad Zayou nebo též Mysliboch) je okresní město v severovýchodní části Dolních Rakous ve Weinviertelu (Vinné čtvrti), na říčce Zaya. Je vzdáleno přibližně 40 km severoseverovýchodně od hlavního města Rakouska Vídně, 20 km od hranice s Českem a 25 km od hranice se Slovenskem. Je to největší město v rurálním dolnorakouském pohraničí severovýchodně od Vídně. Žije zde přibližně 12 tisíc obyvatel.

## Historie
První písemná zmínka o Mistelbachu je z roku 1130. Když se v roce 1278 vojska Rudolfa I. Habsburského a Přemysla Otakara II. připravovala k rozhodující bitvě na Moravském poli, Rudolf si pro svůj nocleh vybral Mistelbach.
Právo pořádat trhy bylo uděleno poprvé v roce 1372. Dnes se trhy pořádají čtyřikrát v roce. Vybudování železnice v 19. století přispělo k rozvinutí města v regionální centrum.

## Obyvatelstvo
Zatímco mezi roky 1869 a 1910 počet obyvatel Mistelbachu rovnoměrně vystoupal z asi 7500 na více než 11 000, od této doby stagnuje mezi 10 a 11 tisíci. Po roce 2000 opět 11 tisíc lehce přesáhl.

## Doprava
Mistelbach leží na křižovatce silnic I. třídy B40 (Hollabrunn – Wilfersdorf – Dürnkrut) a B46 (Schrick (Gaweinstal) – Laa an der Thaya). 6 km jihovýchodně (u Schricku) prochází dálnice A5 z Vídně do Poysdorfu, Mikulova a Brna.
Z někdejšího složitého železničního uzlu a dvou nádraží je v současnosti v provozu pouze regionální trať ÖBB č. 902 Vídeň – Laa an der Thaya, se stanicí Mistelbach a zastávkou Mistelbach Stadt.

## Pamětihodnosti
- Barokní zámek